# Bukha

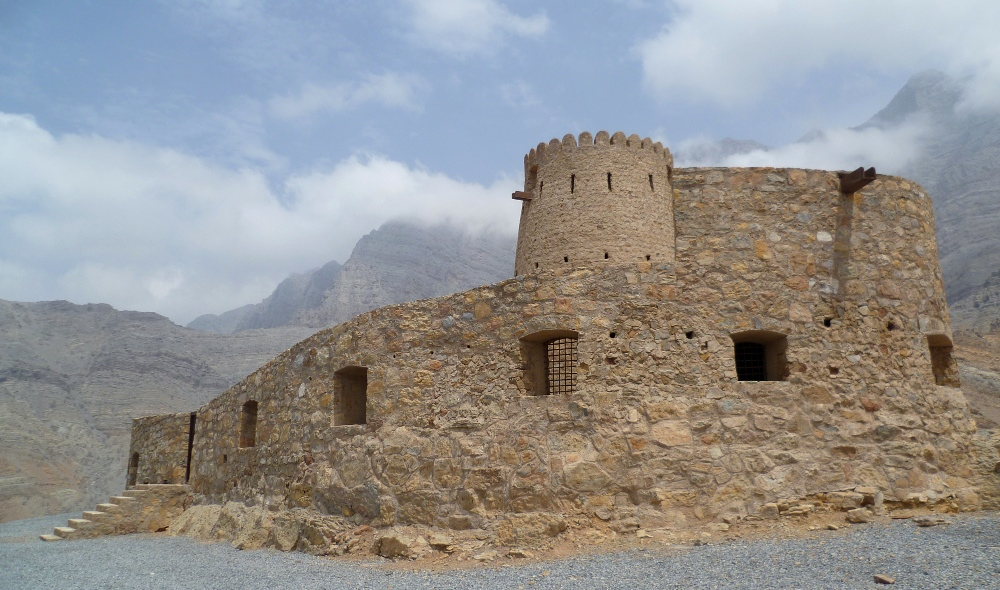
Fortet i Bukha

Bukha (arabiska: بُخَاء) är ett distrikt (wilaya) och stad i provinsen Musandam i sultanatet Oman.
I Bukha finns ett fort, som troligen byggdes på 1500-talet. Det användes på slutet av 1600-talet av Sayf bin Sultan al-Yarubi. Det har en kvadratisk yta med ett runt hörntorn, två rektangulära torn och ett fyrkantigt centraltorn. På en kulle i närheten ligger vakttornet al-Qala, som bevakar den södra ankomstvägen mot fortet.

## Bildgalleri

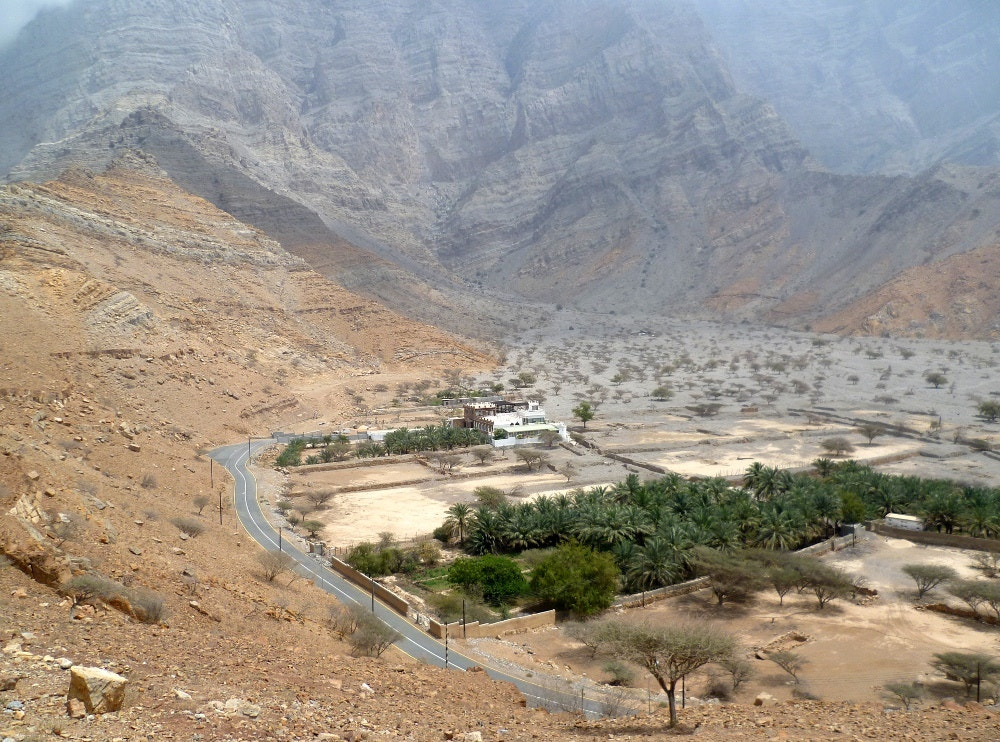
Omgivning till Bukha
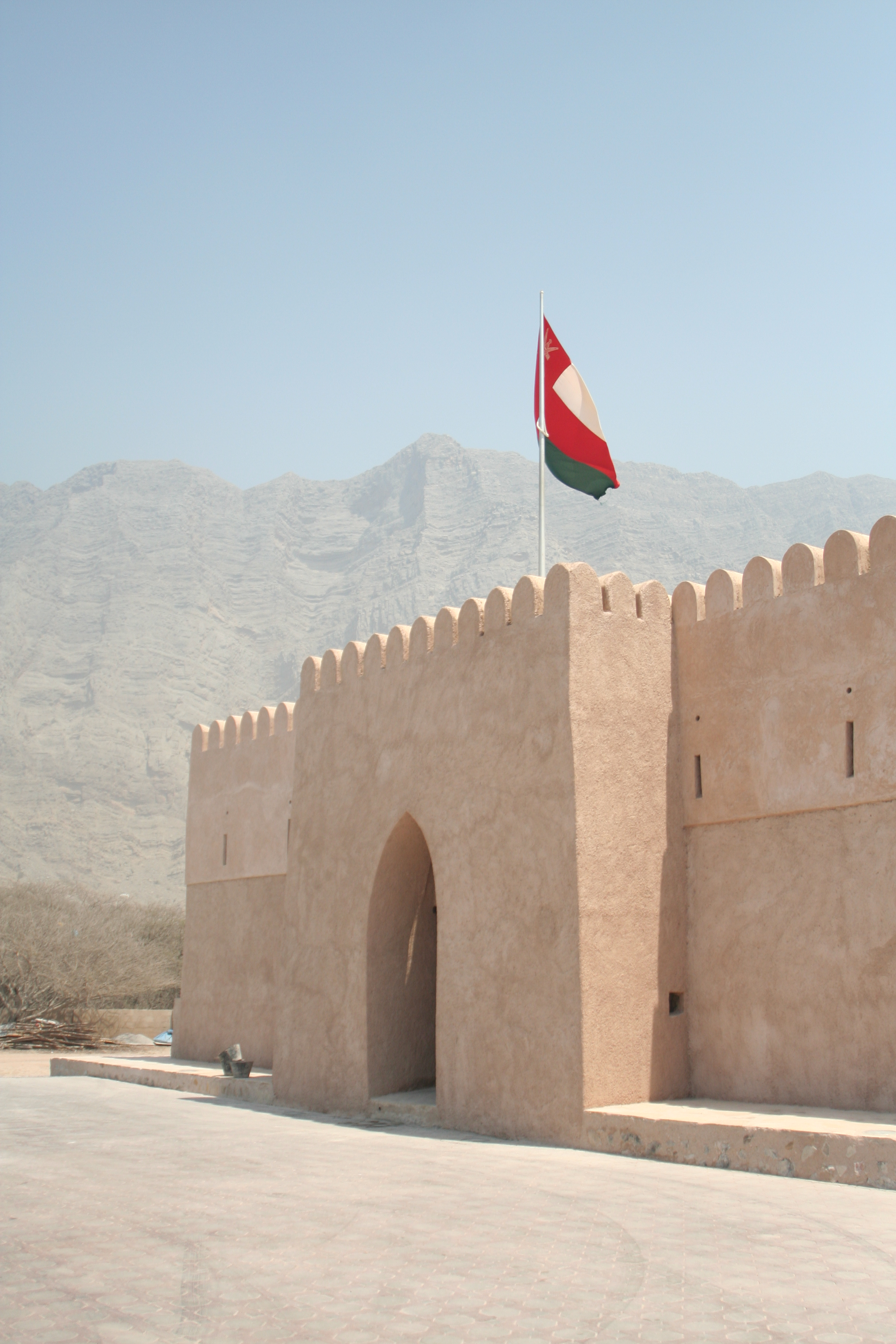
Ingången till fortet